# بانداج طناب

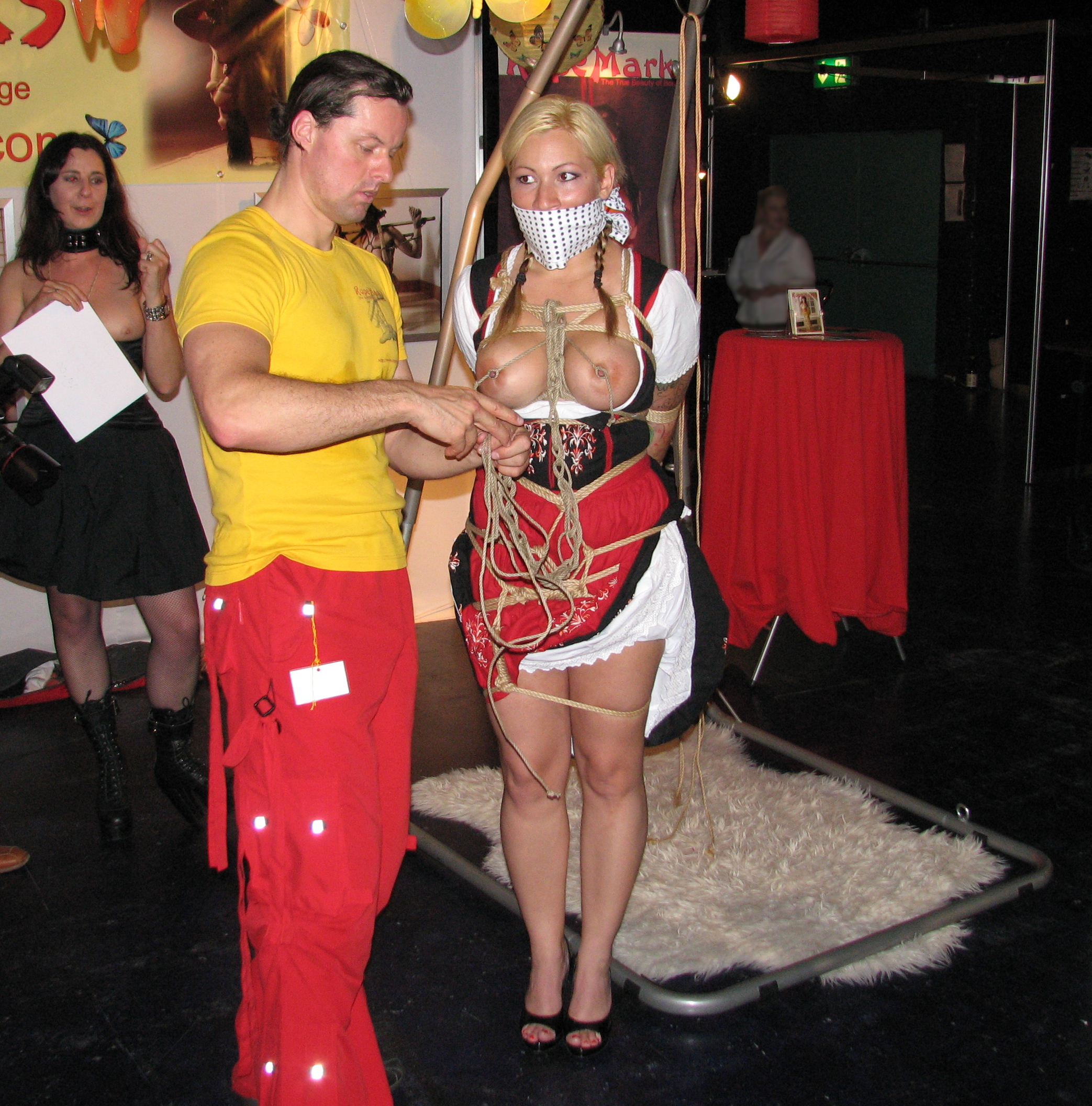
نمونه ای از بانداج اروتیک با طناب در کلن ، آلمان ، فوریه ۲۰۰۸

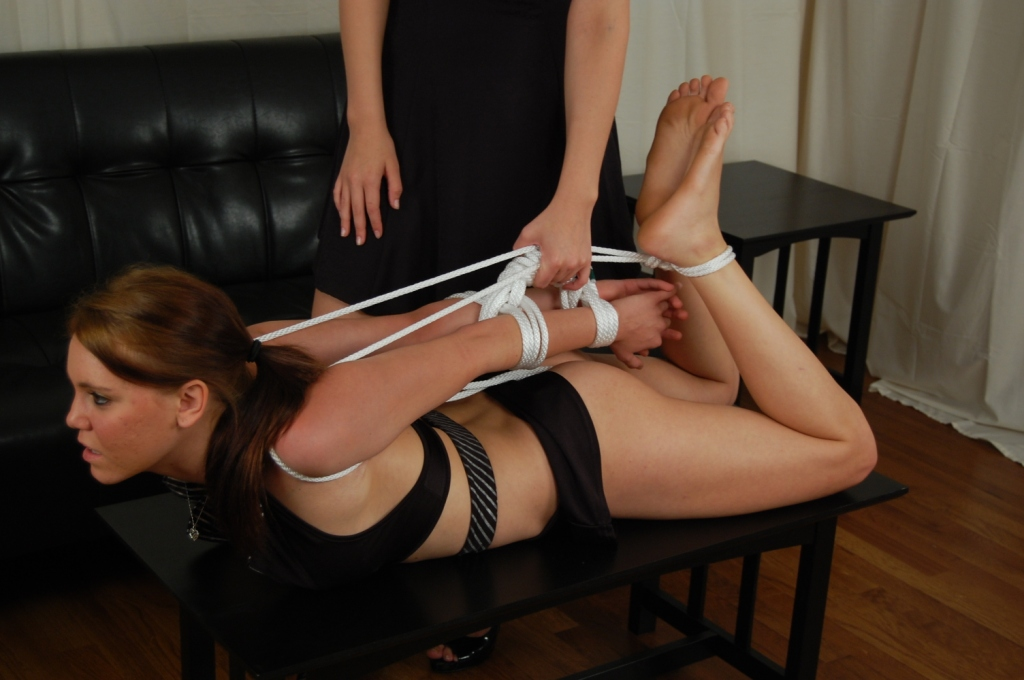
دختری بسته شده در یک آموزش اینترنتی ارباب/برده (بی‌دی‌اس‌ام)

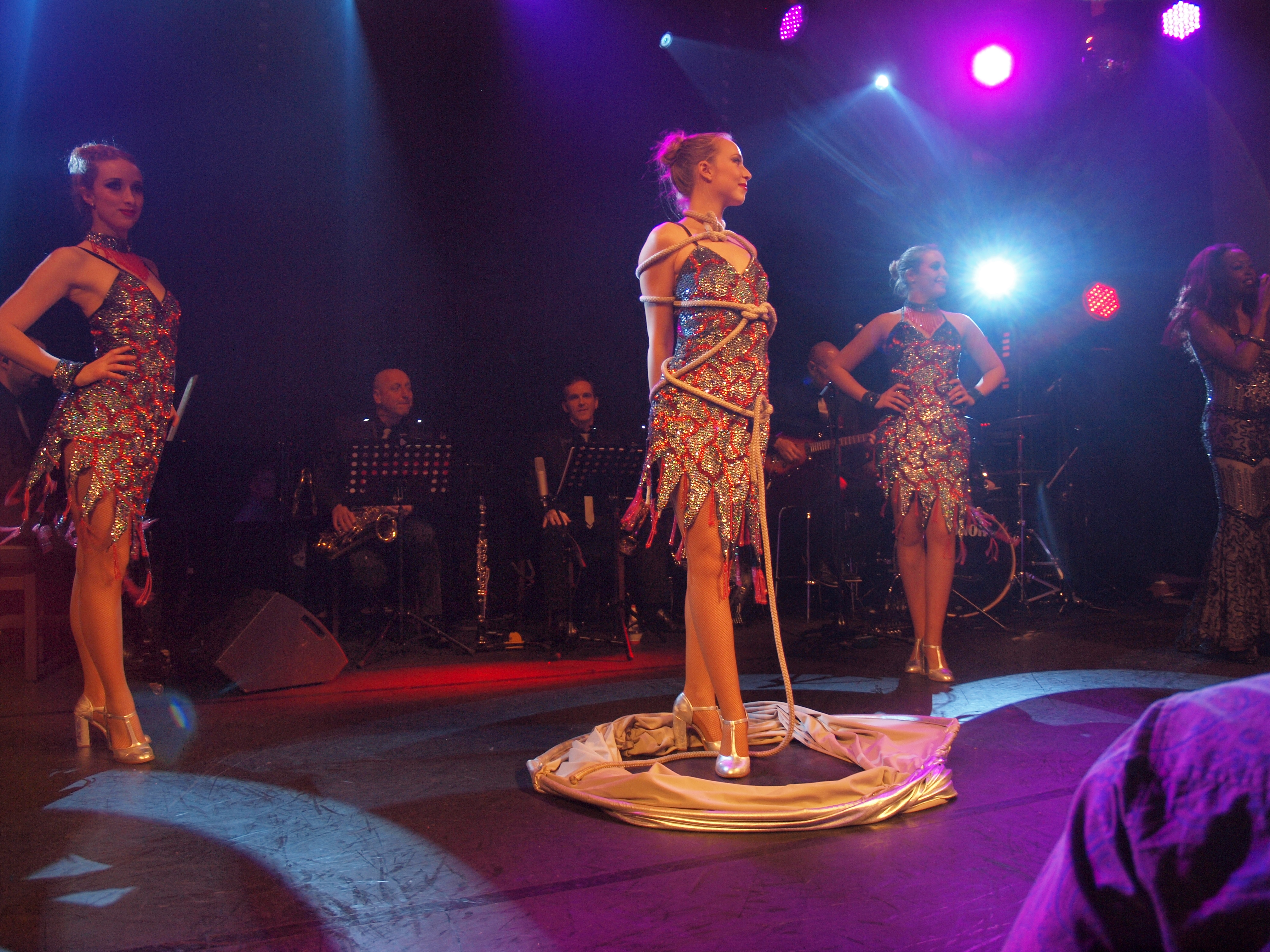
اجرای بانداج در کازینو د پاریس در هلسینکی

بانداج طناب، همچنین به عنوان طناب بازی، کینباو، شیباری، نیز شناخته می‌شود، بانداجی است که در آن با استفاده از طناب برای محدود کردن حرکات، بستن، آویزان کردن یا مهار شخص به عنوان بخشی از فعالیت‌های بی‌دی‌اس‌ام استفاده می‌شود.